# Garðamanna
Garðamanna o Garðamenn (del nórdico antiguo: Hombres del jardín) fue un clan familiar de Borgarfjörður, Islandia. Con el auge de otros clanes vecinos como Reykhyltingar y Gilsbekkingar, los Garðamenn perdieron totalmente su influencia hacia 1200.